# ایروینگ کوچک
ایروینگ کوچک (انگلیسی: Irving Small; ۹ ژوئیهٔ ۱۸۹۱ – ۱۵ آوریل ۱۹۳۳) بازیکن هاکی روی یخ اهل ایالات متحده آمریکا بود.